# Dębe Wielkie (gemeente)
De gemeente Dębe Wielkie is een landgemeente in het Poolse woiwodschap Mazovië, in powiat Miński.
De zetel van de gemeente is in Dębe Wielkie.
Op 30 juni 2004 telde de gemeente 8134 inwoners.

## Oppervlaktegegevens
In 2002 bedroeg de totale oppervlakte van gemeente Dębe Wielkie 77,88 km², waarvan:
- agrarisch gebied: 67%
- bossen: 24%

De gemeente beslaat 6,69% van de totale oppervlakte van de powiat.

## Demografie
Stand op 30 juni 2004:
| Omschrijving                   | Totaal | Totaal | Vrouwen | Vrouwen | Mannen | Mannen |
| ------------------------------ | ------ | ------ | ------- | ------- | ------ | ------ |
| eenheid                        | aantal | %      | aantal  | %       | aantal | %      |
| inwoners                       | 8134   | 100    | 4107    | 50,5    | 4027   | 49,5   |
| bevolkingsdichtheid (inw./km²) | 104,4  | 104,4  | 52,7    | 52,7    | 51,7   | 51,7   |

In 2002 bedroeg het gemiddelde inkomen per inwoner 1111,33 zł.

## Administratieve plaatsen (sołectwo)
Aleksandrówka, Bykowizna, Celinów, Cezarów, Choszczak, Choszczówka Dębska, Choszczówka Rudzka, Choszczówka Stojecka, Chrośla, Cięciwa, Cyganka, Dębe Wielkie (sołectwa Dębe Wielkie I en Dębe Wielkie II), Gorzanka, Górki, Jędrzejnik, Kąty Goździejewskie Pierwsze, Kąty Goździejewskie Drugie, Kobierne, Łaszczyzna, Olesin, Ostrów-Kania, Poręby, Ruda Mazowiecka, Rysie, Teresław, Walercin.

## Aangrenzende gemeenten
Halinów, Mińsk Mazowiecki, Stanisławów, Wiązowna, Zielonka